# Nadeshda Brennicke
Nadeshda Brennicke (Friburgo de Brisgovia, 21 de abril de 1973), también conocida como Nadja Therésa Brennicke, es una actriz, cantante y autora alemana.

## Biografía
Brennicke es la hija adoptiva del actor de televisión y doblaje Michael Brennicke y su madre es comerciante de arte. Pasó su infancia en München. Cuando tenía 15 años, dejó los estudios cuando estaba en décimo grado y se mudó de la casa de sus padres con la esperanza de convertirse en actriz.
De 1989 a 1991, asistió al Zinner Studio (hoy International School for Acting and Acting). En 1992 formó el dúo de canto Charade con Jennifer Böttcher, que fue producido por Stefan Zauner y Aron Strobel de la banda Münchener Freiheit. Los sencillos «All of you» y «The color of your eyes» alcanzaron los puestos 67 y 60 de las listas alemanas.
En su último año en la escuela de teatro, Brennicke recibió el papel principal de Tina en la comedia cinematográfica alemana Manta - Der Film. Siguieron otras actuaciones para producciones televisivas. Ganó más reconocimiento por su papel de investigadora Tessa Norman en la serie The Streets of Berlín.
Ella canta y compone sus propias canciones; cantó, entre otros créditos, en el episodio Silicone Walli de Polizeiruf 110 y en la película Antibodies.

## Vida personal
Brennicke tiene un hijo, Nikita, que nació en 1997, a quien crio como madre soltera. Entre 2007 y 2020, Brennicke vivió en una granja en Brandeburgo donde cría caballos pura sangre árabes, gatos orientales y un gran danés. Estuvo en una relación durante dos años (2012-14) con el camarógrafo vietnamita Ngô Thế Châu.

## Premios y reconocimientos
- 2000: Premio Grimme, premio del público de Marler Gruppe por el papel de Anne Schneider en Das Phantom
- 2013: Hugo de Plata a la Mejor Actriz en el Festival Internacional de Cine de Chicago por el papel de Gisela Werler en Banklady
- 2014: Nominada a Mejor Actriz Alemana en los Premios Bambi por el papel de Gisela Werler en Banklady[10]
- 2014: Premio Insigne de Cristal de la Meilleure Actrice a la mejor actriz en el Festival International du Film Policier de Liège en Lüttich por el papel principal en Banklady[11]